# Lago di Tuzla
Il lago di Tuzla (in turco Tuzla Gölü; anche Tüz Gölü o Tuzla lagünü) è un lago costiero nell'ilçe (distretto) di Karataş della provincia di Adana. Esso è situato a ovest della laguna di Akyatan e a est del fiume Seyhan. Il punto medio del lago è a 36°42'N e 35°02'50 E.

## Geografia

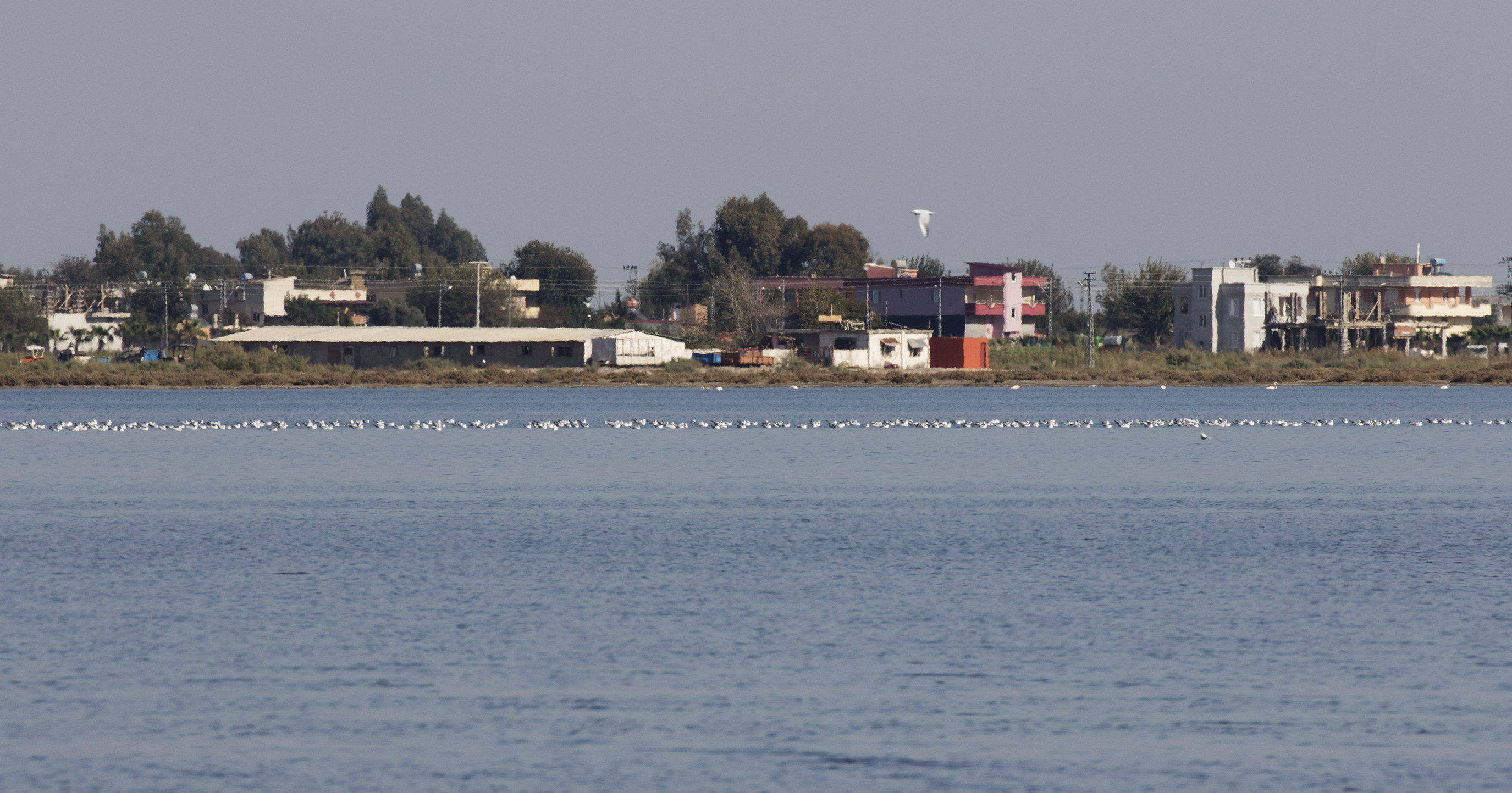
Panorama parziale del lago

Il lago di Tuzla è una tipica laguna separata dal mar Mediterraneo da una stretta striscia di terra. Il suo bacino idrografico, in comune con quello del lago di Akyatan, copre 657,75 km². L'area totale della riserva è di 2120 ettari, comprendenti le aree sterili intorno al lago. Essa è suddivisa in 1038 ha di area acquatica, 86 ha di canneti, 13 ha di paludi d'acqua dolce a est, 486 ha di pianori salati e paludi costiere, e 500 ettari di dune di sabbia. Entrambe le sponde del lago salato sono delimitate da dune sabbiose. Le dune del nord e dell'ovest sono state trasformate in terreni agricoli dall'attività umana e quindi distrutte. Le dune che separano il lago dal Mediterraneo raggiungono un'altezza di 12 m.

Mentre negli anni '70 la profondità della laguna era di 1,5-2 metri, essa è diminuita a 0,69-0,77 metri a causa del trasporto di sedimenti dai canali di drenaggio verso la laguna. I canali sono stati aperti attraverso la stretta e bassa duna di sabbia che separa la laguna dal Mediterraneo.
.
Il lago viene usato come bacino per l'allevamento dei pesci. La produzione ittica annuale è di circa 40 tonnellate. La salinità del lago varia a seconda della stagione.

## Fauna

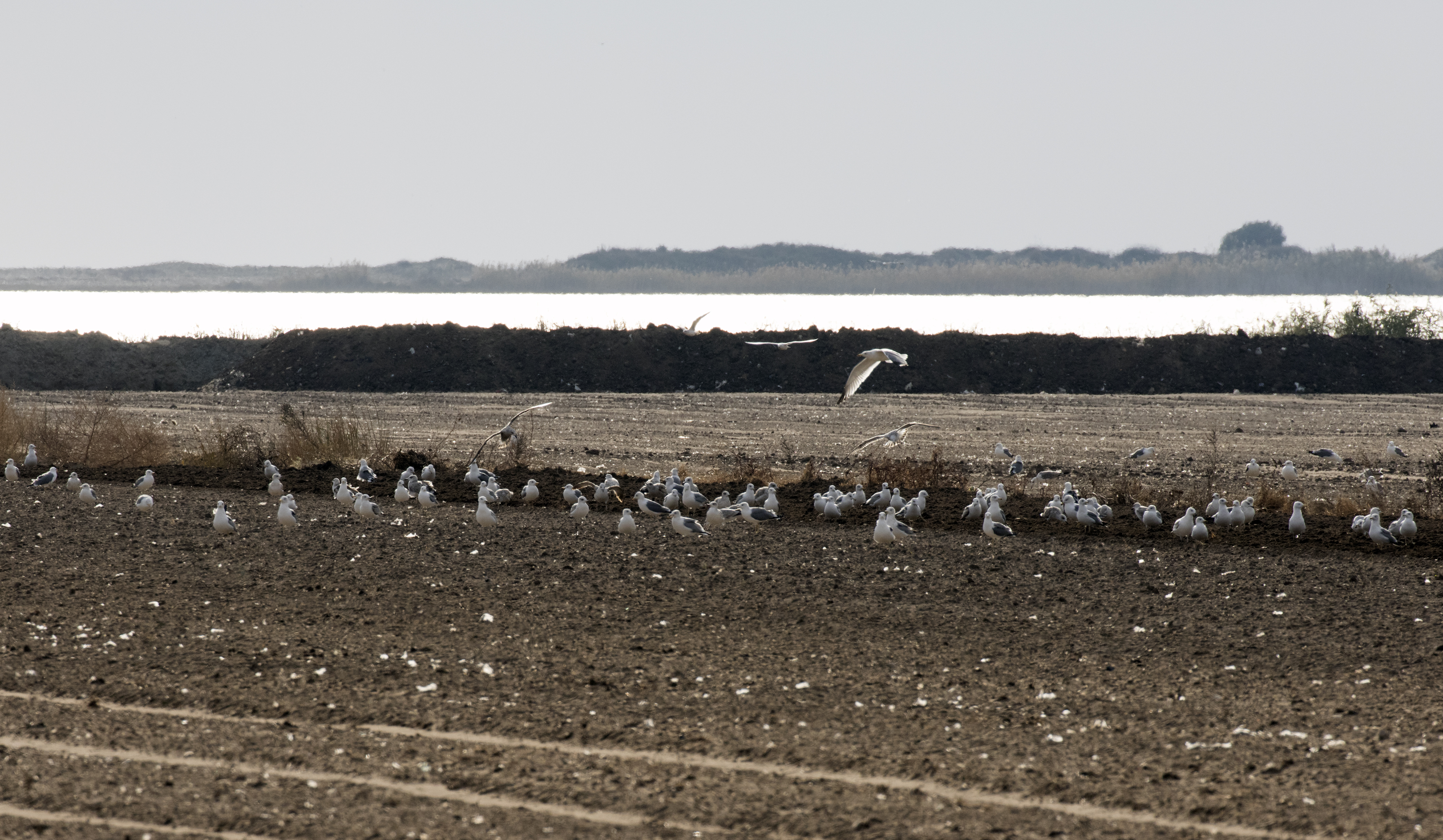
Stormo di uccelli a Tuzla

La fauna del lago è composta da vari uccelli: fra questi, l'anatra marmorizzata, il francolino, le Burhinidae, il fraticello, il fratino eurasiatico. Durante l'inverno i fenicotteri restano nella zona del lago. Il gatto della giungla è il principale predatore del lago. Il lago fa parte di un'area di conservazione della fauna selvatica fondata nel 1995.